# Alice Isaacs
Alice Isaacs, Marchioness of Reading, född 1866, död 1930, var vicedrottning av Indien (Vicereine of India) 1921–1926 som gift med den brittiske vicekungen i Indien, Rufus Isaacs, 1st Marquess of Reading.
Hon var sjuklig men ändå känd som en mycket aktiv vicedrottning. Hon grundade bland annat Women of India Fund 1921, National Baby Week 1923, och Lady Reading Hospital 1926.